# Tegalkarang
Tegalkarang is een bestuurslaag in het regentschap Cirebon van de provincie West-Java, Indonesië. Tegalkarang telt 4611 inwoners (volkstelling 2010).